# Josh Adams

a Compétitions nationales et continentales officielles uniquement.

b Matchs officiels uniquement.
Dernière mise à jour le 4 mai 2023.
Joshua Huw "Josh" Adams, né le 21 avril 1995 à Swansea, est un joueur international gallois de rugby à XV qui joue principalement au poste d'ailier avec Cardiff Rugby en United Rugby Championship.

## Biographie

### Carrière en club
Josh Adams naît à Swansea. D'abord scolarisé à la Ysgol y Strade high school, où il côtoie son futur coéquipier en sélection Steff Evans,, Josh Adams commence sa carrière à Llanelli et fait ses débuts contre Pontypridd en 2013. Il totalise trente apparitions pour le club, marquant neuf essais. Il effectue sa première et unique apparition chez les Scarlets durant une défaite face aux Cardiff Blues lors de la Coupe anglo-galloise en 2014,. 
En mai 2015, il est annoncé qu'Adams rejoint les Worcester Warriors à partir de la saison 2015-2016. En février 2016, Adams est prêté au club de Cinderford RFC, évoluant en Championnat anglais de 3e division, jusqu'à la fin de la saison 2015-16.
Le 22 décembre 2017, il marque deux essais lors d'une victoire 23 à 8 contre les London Irish, ce qui fait de lui le meilleur marqueur d'essais de la Premiership à cette période. Il termine cette saison 2017-2018 avec 13 essais marqués faisant de lui le meilleur marqueur d'essais de cette édition du championnat ; il partage cette distinction avec le Fidjien Vereniki Goneva. Il est aussi nommé dans l'équipe type de Premiership.
En février 2019, il signe au Cardiff Rugby dans le but de rester éligible pour sa sélection nationale.

### Carrière internationale
Josh Adams connaît ses premières sélections internationales en 2015 en équipe du pays de Galles des moins de 20 ans.
En janvier 2018, il est appelé dans l'équipe senior du pays de Galles pour le Tournoi des Six Nations 2018. Le 30 janvier, il est nommé en tant que titulaire pour le match d'ouverture du pays de Galles, à domicile, contre l'Écosse. Cependant, les retours de blessures des cadres Liam Williams et George North lui sont préjudiciables car il ne dispute pas d'autres rencontres dans la compétition cette année-là. 
Appelé de dernière minute à la suite de la blessure de Steff Evans en juin, il réalise d'excellentes prestations, rééditées lors de la tournée de novembre 2018. Celles-ci lui font gagner sa place de titulaire, de ce fait il participe au Grand Chelem gallois lors du Tournoi des Six Nations 2019, étant titularisé à l'aile gauche lors de chaque match et inscrivant trois essais.
En fin de contrat avec Worcester en 2019, il se voit dans l'obligation de rentrer au pays s'il veut continuer à porter le maillot de l'équipe nationale. Sa signature chez Cardiff Rugby est annoncée en février 2019.
Le 9 octobre 2019, Adams inscrit un triplé lors d'une victoire 29-17 contre les Fidji lors de la Coupe du monde 2019, cette victoire assure la qualification du pays de Galles en quart de finale. Il termine meilleur marqueur d'essais de la compétition avec sept essais inscrits.
Le 1er février 2020, il marque de nouveau un triplé pour le pays de Galles lors d'une victoire 42-0 contre l'Italie dans le Tournoi des Six Nations 2020.
Début mai 2021, il est convoqué pour la tournée des Lions britanniques et irlandais en Afrique du Sud. Il honore sa première sélection avec cette équipe face au Japon le 26 juillet suivant.  
Ensuite, il est sélectionné pour le Tournoi des Six Nations 2022, marquant des essais contre l'Angleterre et l'Italie. Il remporte le titre de meilleur joueur du match contre l'Italie. Dans un geste salué d'élégance et de sportivité, il offre cette récompense, après le match, à Ange Capuozzo, pour le féliciter de ce qui devient par la suite l'essai de l'année, décisif pour une victoire historique de l'Italie dans un match du Tournoi des Six Nations. Le joueur italien décline en se montrant très reconnaissant.
En janvier 2024, il est sélectionné pour le Tournoi des Six Nations.

## Palmarès

### En équipe nationale
- Pays de Galles
  - Vainqueur du Tournoi des Six Nations en 2019 (Grand Chelem) et 2021.
  - Quatrième de la Coupe du monde en 2019.

#### Tournoi des Six Nations
| Édition                      | Rang | Résultats Pays de Galles | Résultats Adams | Matchs Adams |
| ---------------------------- | ---- | ------------------------ | --------------- | ------------ |
| Tournoi des Six Nations 2018 | 2    | 3 v, 0 n, 2 d            | 1 v, 0 n, 1 d   | 2/5          |
| Tournoi des Six Nations 2019 | 1    | 5 v, 0 n, 0 d            | 5 v, 0 n, 0 d   | 5/5          |
| Tournoi des Six Nations 2020 | 5    | 1 v, 0 n, 4 d            | 1 v, 0 n, 3 d   | 4/5          |
| Tournoi des Six Nations 2021 | 1    | 4 v, 0 n, 1 d            | 2 v, 0 n, 1 d   | 3/5          |
| Tournoi des Six Nations 2022 | 5    | 1 v, 0 n, 4 d            | 0 v, 0 n, 4 d   | 4/5          |
| Tournoi des Six Nations 2023 | 5    | 1 v, 0 n, 4 d            | 0 v, 0 n, 5 d   | 5/5          |

Légende : v = victoire ; n = match nul ; d = défaite ; la ligne est en gras quand il y a Grand Chelem.

#### Coupe du monde
| Édition     | Rang      | Résultats Pays de Galles | Résultats Adams | Matchs Adams |
| ----------- | --------- | ------------------------ | --------------- | ------------ |
| Japon 2019  | Quatrième | 5 v, 0 n, 2 d            | 5 v, 0 n, 2 d   | 7/7          |
| France 2023 | _         | _                        | _               | 1/1          |

### Distinctions personnelles
- Meilleur marqueur d'essais du Championnat d'Angleterre en 2018 (13 essais)
- Membre de l'équipe type du Championnat d'Angleterre en 2018
- Meilleur marqueur d'essais de la Coupe du monde en 2019 (7 essais)